# Magomiedmurad Gadżijew
Magomiedmurad Saidpaszajewicz Gadżyjew ou Magomedmurad Gadzhiev est un lutteur russe, jusqu'en 2014, puis polonais né le 15 février 1988 à Gurbuki.

## Palmarès

### Championnats du monde
- Médaille d'argent en lutte libre dans la catégorie des moins de 65 kg en 2017
- Médaille de bronze en lutte libre dans la catégorie des moins de 70 kg en 2019

### Championnats d'Europe
- Médaille d'or en lutte libre dans la catégorie des moins de 70 kg en 2016
- Médaille d'or en lutte libre dans la catégorie des moins de 70 kg en 2020
- Médaille d'argent en lutte libre dans la catégorie des moins de 70 kg en 2018
- Médaille d'argent en lutte libre dans la catégorie des moins de 70 kg en 2017
- Médaille d'argent en lutte libre dans la catégorie des moins de 66 kg en 2010
- Médaille de bronze en lutte libre dans la catégorie des moins de 70 kg en 2019

### Jeux européens
- Médaille d'argent en moins de 70 kg en 2015 à Bakou,  Azerbaïdjan